# Oni Wytars
Das Ensemble Oni Wytars wurde 1983 von Marco Ambrosini und Peter Rabanser gegründet, um neue Wege in der Interpretation Alter Musik zu suchen. Es ging den Musikern darum, eine Brücke zwischen Orient und Okzident zu bauen und eine Synthese der verschiedenen Elemente und Traditionen zu schaffen, die seit Jahrhunderten die Musikkultur in Ost und West beeinflussen und bereichern.

## Die Musik
In Konzerten, auf internationalen Musikfestivals sowie mit ihren CD-Produktionen präsentieren die aus den verschiedensten Kulturkreisen stammenden Instrumentalisten und Sänger neben Musik des Mittelalters und der Renaissance auch traditionelle Musik aus Osteuropa und der arabischen Welt. Der Schwerpunkt des Ensembles liegt vorwiegend in der Erforschung der Zusammenhänge und der gegenseitigen Einflüsse zwischen Kunst- und Populärmusik sowohl der christlichen als auch der islamischen Mittelmeerländer im 12. bis 16. Jahrhundert. Das Ensemble versucht eine ungewöhnliche Art der Interpretation Früher Musik. Virtuose Spielweise verbunden mit eigenwilligen Arrangements lassen dabei ein völlig neues Klangbild entstehen.

## Instrumente
Ihr Instrumentarium reicht von Rekonstruktionen zum Teil längst vergessener Instrumente des europäischen Mittelalters und der Renaissance bis zu jenen, die bis heute ihren Platz in der traditionellen und klassischen arabischen Musik haben: Fidel, Rebec, Pochette, Schlüsselfidel, Vihuela d’arco, Oud, Tambura, Drehleier, Harfe, Schilf- und Blockflöten, Dudelsack, Kaval, Chalumeau, Ney, Davul, Zarb, Darabuka, Bendir, Riqq, Tammorra u. a.

## Musiker
- Marco Ambrosini – Nyckelharpa, Fidel, Violino d’amore, Seljefloit, Gralla
- Katharina Dustmann – Zarb, Riqq, Bendir, Darbuka, Davul
- Peter Rabanser – Oud, Chalumeau, französische und bulgarische Dudelsäcke, Tamburello, Gesang
- Riccardo Delfino – Harfen, Drehleier, französischer Dudelsack
- Michael Posch – Block- und Schilfflöten
- Belinda Sykes – Gesang, Rohrblattinstrumente
- Ian Harrison – Schalmei, Zink, Dudelsäcke
- Jane Achtman – Fidel, Viola da gamba
- Uschi Laar – Harfe
- Carlo Rizzo – Tamburello
- Luigi Lai – Launeddas
- Jule Bauer – Nyckelharpa,  Gesang
- Michael Behringer – Orgel
- Gabriella Aiello – Gesang
- Giovanna Pessi – Harfe

Die Musiker von Oni Wytars spielen in unterschiedlichen Besetzungen und laden auch häufig weitere Gastmusiker ein. Außerdem spielen die Mitglieder von Oni Wytars seit vielen Jahren in weiteren Ensembles wie dem „Clemencic Consort“, „Ensemble Unicorn“ und „Accentus Austria“ (A), „Ensemble Kapsberger“ (N), „L'Arpeggiata“ (F) und haben an Fernseh-, Rundfunk- und CD-Produktionen mitgewirkt.

## Unterricht
Musiker des Ensemble Oni Wytars wirken als Mitveranstalter und Dozenten an den „Etappen für Alte Musik“ auf Burg Fürsteneck mit.